# USS Sargo (SSN-583)
Pour les autres navires du même nom, voir USS Sargo.
L'USS Sargo (SSN-583) était un sous-marin nucléaire d'attaque américain de classe Skate pendant la guerre froide.

## Histoire
Construit au Mare Island Naval Shipyard, il est mis en service le 1er octobre 1958. Il patrouille notamment les eaux du Pacifique au large des Philippines, intégré à la septième flotte américaine. En 1960, il est expédié avec à son bord des scientifiques dans l'océan Arctique. En avril-octobre 1964, il est appelé afin de soutenir les opérations américaines résultant des incidents du golfe du Tonkin qui marqueront le début de la guerre du Viêt Nam. Il est retiré du service et démoli le 21 avril 1988.